# Čejka chocholatá
Čejka chocholatá (Vanellus vanellus) je monotypický druh bahňáka z čeledi kulíkovitých (Charadriidae).

## Popis
Zavalitý pták velikosti holuba, o délce těla 28–31 cm, rozpětí křídel 82–87 cm a hmotnosti 128–330 g. Zbarvení je u obou pohlaví podobné, převážně černobílé, se zeleně a nachově lesklým hřbetem a křídly a okrovými spodními krovkami ocasními. Zobák krátký, v zátylku typická úzká chocholka. Za letu se i z velké dálky pozná podle pomalého plácavého mávání křídly, která jsou zespodu bílá a shora černá. V létě se samec od samice liší delší chocholkou a sytě černým zbarvením krku a tváří (u samice s bílým skvrněním), za letu má také širší a kulatější konce křídel. V zimě mají obě pohlaví větší bílé pole pod zobákem a šupinatou kresbu na svrchní straně těla (způsobenou béžovými lemy na špičkách per). Mladý pták je podobný dospělému v zimě, má však výrazně kratší chocholku a světlé lemy per jsou u něj úplné (ne jen na špičkách per), na svrchní straně těla tak tvoří výraznější vroubkovanou kresbu.
Chodí po zemi, potravu sbírá na zemi. Je dobrým letcem, obratným a rychlým. Létá často, při letu dělá prudké obraty, prudce stoupá, převrací se na záda se svištěním křídel. Dožívá se vysokého věku (23 let, uvádí se i více).
Hlas: Hlasové projevy se skládají převážně z varovných výkřiků. Také naříkavý, chvílemi vrkavý hlas (podle naříkavého hlasu lidé místně říkali čejce „kníha“; více k pojmenování viz níže). Dungel a Hudec uvádějí zvučné poplašné „kíj-ha“, samec v tokovém letu „knui kvíjuchuich“ apod., mláďata se ozývají jemným naříkavým „píiiih“. Černý uvádí zvučné „kívit“, v toku „kiuchíí vi vi“.

## Rozšíření
Druh s palearktickým typem rozšíření, obývající Evropu, část Asie (Turecko, jižní a východní Sibiř, Mongolsko, Čínu) a severozápad Afriky. Převážně tažný pták, s výjimkou některých populací na západě Evropy a na jihu, které jsou patrně stálé.

### Výskyt v Česku
V ČR hnízdí a pravidelně protahuje. Hnízdí hlavně v nížinách, s vyšší nadmořskou výškou se početnost snižuje. Po nárůstu stavů koncem 50. let 20. století, spojeného se vznikem nových hnízdišť a přechodem k hnízdění v polích, se celková početnost od 70. let prudce snižuje.
Mezi lety 1973–1977 a 1985–1989 došlo ke snížení početnosti populace čejek v ČR v rozsahu 20–50 %. V roce 1989 činil odhad 20 000–40 000 hnízdících párů, ale do příštího mapování v letech 2001–2003 došlo k dalšímu výraznému poklesu zhruba o 70 % na 7000–10 000 párů. Z některých oblastí čejky prakticky vymizely a stavy se snížily i na tradičních hnízdištích v jižních a východních Čechách nebo na jižní Moravě.
Čejky hnízdící v ČR zimují v západní a jihozápadní Evropě a v severní Africe. Přílet na hnízdiště začíná již v únoru, vrcholí v březnu a končí v průběhu dubna; odlet probíhá od srpna do prosince. Čejka je tak spolu se skřivany a špačky zvěstovatelem jara. Opožděná hejnka lze vzácně pozorovat až do poloviny prosince; ojediněle se lze s čejkou setkat během celé zimy.

## Prostředí
Typickým prostředím čejky chocholaté jsou mokřadní louky a pole, zároveň preferuje spíše otevřená prostranství s nepříliš hustou vegetací. Na tahu často na bahnitých dnech rybníků.

## Hnízdění

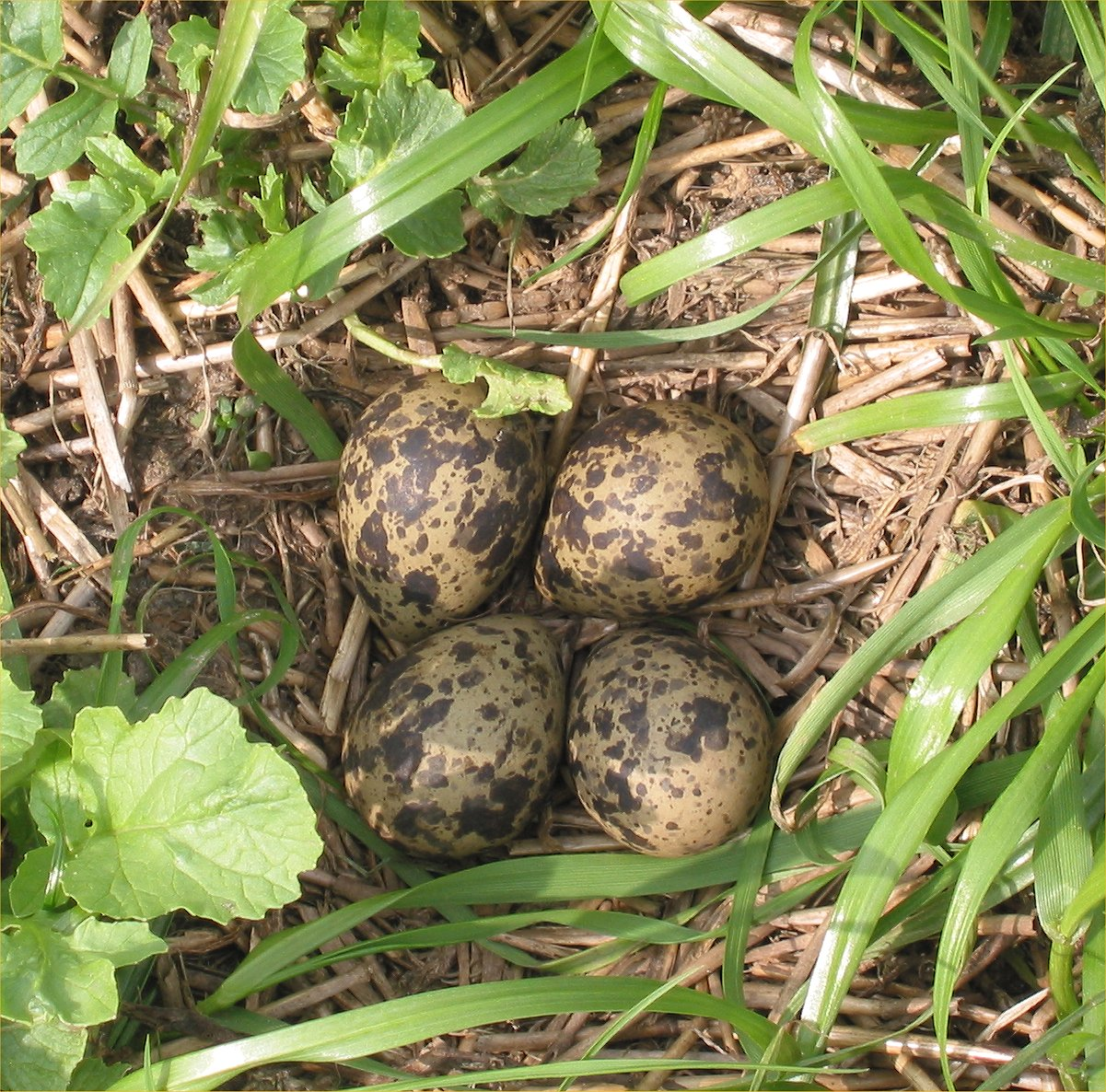
Hnízdo s vejci

Žije v monogamii, občas se vyskytují i případy polygynie (1 samec a 3 samice). Hnízdí obvykle ve společenstvích několika párů, z nichž si každý hájí svůj hnízdní revír. Tok probíhá nejprve v letu a je doprovázen výraznými hlasovými projevy. Později se přesouvá na zem, přičemž ptáci hrabou několik mělkých jamek o průměru zhruba 12 cm představujících základy hnízdních kotlinek. Hnízdo, které ptáci umísťují na málo zarostlá nebo na vysečená místa, je obvykle nehojně vystláno stébly a suchými rostlinami.
Hnízdí pouze jednou ročně, od února do června. Pokud je snůška zničena, zpravidla následuje náhradní hnízdění. Samice snáší téměř vždy 4 vejce. Jsou žlutohnědá nebo olivově žlutohnědá, červenohnědě až černě skvrnitá, o rozměrech 46,64 × 33,32 mm a průměrné hmotnosti 23,45 g. Snáší je denně, obden nebo s přestávkou jednoho i více dnů. Sezení začíná od snesení posledního nebo předposledního vejce. (Vejce jsou uložena v hnízdním důlku vždy špičatějším koncem k sobě a samice jejich polohu pečlivě ošetřuje.) Inkubace trvá zpravidla 24 dnů, za špatného počasí i déle. Sedí oba ptáci, samice více než samec.

Kuřata se líhnou v ranních hodinách a do večera jsou z hnízda pryč – samice je brzy od hnízda odvádí. Kuřata se živí sama, samice je však čas od času zahřívá. Formánek uvádí, že mláďata po vylíhnutí zahřívá a vodí samice, samec je střeží. Po vylíhnutí mají kuřátka hmotnost 14–20 g, po měsíci dosahují hmotnosti asi 160 g a ve věku 35–40 dnů jsou vzletná. Při ohrožení se kuřata tisknou k zemi a „spoléhají“ na ochranné zbarvení. Snůšku i mláďata chrání dospělí ptáci vytrvalými střemhlavými nálety doprovázenými hlasitým křikem. Tento způsob aktivní ochrany se jeví jako efektivní zvláště v místech s větším množstvím párů, protože se díky němu daří odehnat i větší šelmy. V ČR bylo ze 188 snůšek zničeno 34 (18 %), z toho 10 polními pracemi a 9 zaplavením, u zbylých nebyla příčina zjištěna. Po dosažení vzletnosti mláďat se rodiny slučují do hejn. Pohlavní dospělosti dosahují čejky ve stáří jednoho roku. Nejvyšší známý věk kroužkovaného ptáka přesahuje 16 let.

## Chov v zoo
Čejka chocholatá byla v prosinci 2019 chována přibližně v 50 evropských zoo. Z toho takřka polovinu tvořily zoo v Německu. V rámci Česka se v tu dobu jednalo o Zoo Hluboká a Zoo Praha. Historicky byla chována také v Zoo Dvůr Králové, Zoo Hodonín, Zoo Olomouc, Zoo Ostrava, Zoo Plzeň.

### Chov v Zoo Praha
Ačkoliv není evidence zcela kompletní, je jisté, že tento druh byl v Zoo Praha chován již v letech 1939 a 1940. Současný chov započal v roce 2005. Tehdy bylo dovezeno pět jedinců ze Zoo Hluboká. Na konci roku 2018 byli chováni tři samci. V září 2019 byla dovezena samice z ptačího parku v německém Walsrode.
Čejka chocholatá je pro návštěvníky k vidění v expozičním celku Ptačí mokřady v dolní části zoo.

## Potrava
Potravu tvoří hlavně bezobratlí živočichové (hmyz a jeho larvy, pavouci, korýši, měkkýši, žížaly), v malé míře i drobní obratlovci (rybky, žabky), v nepatrné míře též části rostlin. Živočišnou potravu ptáci sbírají z povrchu země nebo v mělké vodě.

## Ocenění
- Česká společnost ornitologická – Pták roku 1995

## České pojmenování
Ve starší literatuře uváděna jako čejka obecná.
„Stará jména čejky

České jméno čejka je pojmenování opravdu staré a existuje o tom i písemný doklad. Před rokem 1366 píše mistr svatovítské kapituly Bartoloměj z Chlumce, zvaný Claretus, v knize Ortulus phisiologiae, že čejka je malý pták velikosti drozda a v letu říkává: »Knihy, knihy,« ale nikdy žádné nečte! Ačkoliv se čejce říkalo čejka již ve středověku, měla celou řadu dalších lidových pojmenování. Zdeněk Klůz zaznamenal tato: áhežka, áhyžka, čajka, čejka, čejka obecná, kniha, knihavka, knihora, knihovka, kníha, kníhora, kníhovka, kolajka, koliha, kyviz, mikačka, piviska, »stará dívka«, »stará panna«, vdova.“